# 체코 코루나
코루나(체코어: koruna česká, ISO 4217 코드: CZK)는 체코의 통화로, 코루나는 "왕관"을 뜻한다. 1993년 2월 8일 체코는 체코슬로바키아가 나뉘자 체코슬로바키아 코루나와 체코 코루나를 1 대 1 비율로 대체하였다. 슬로바키아도 체코슬로바키아 코루나와 슬로바키아 코루나를 1 대 1 비율로 대체하였다.
코루나는 1999년부터 다른 화폐와의 환전이 전면 가능하게 되었다. 체코 정부는 2012년까지 유로화를 도입하기로 했으나, 바츨라프 클라우스 당시 체코 대통령이 시기상조라고 판단해 2007년에 이 계획을 연기했다. 체코 국립은행 총재인 즈데넥 투마(Zdeněk Tůma)는 유로화 도입은 2019년에나 가능할 것이라고 말했다.

## 유로 도입 논의
체코는 2010년에 유로를 도입할 계획이었지만, 2005년에 체코 정부는 그 계획을 무기한 중단했다. 체코는 경제적으로는 유로를 도입할 수 있는 위치에 있지만, 체코 내에서는 유로 도입에 대해 상당한 반대가 있다. 2014년 4월에 실시된 조사에 따르면, 체코 인구의 16%만이 코루나를 유로로 대체하는 것에 찬성했다. 2018년 4월 CVVM(Public Opinion Research Center)의 조사에 따르면, 이 수치는 지난 4년간 거의 동일한 수준을 유지했으며, 15세 이상 체코 인구의 20%만이 유로 도입을 지지하고 있다.

## 동전
체코 코루나의 동전은 가치와 함께 크기와 무게가 증가한다.
1993년, 동전은 10, 20, 50 할레르, 1, 2, 5, 10, 20, 50 코루나가 도입되었다. 모든 할레르 동전은 알루미늄으로 만들어졌으며 1, 2, 5 코루나 동전은 니켈과 철 합금, 10 코루나 동전은 황동-철 합금으로 만들어졌고, 20 코루나 동전은 황동 도금 철강으로 만들어졌고 50 코루나 동전은 가운데에는 황동 도금 철강, 중앙의 바깥에 있는데 곳은 구리 도금 철강이다. 10, 20 할레르 동전은 2003년 10월 31일에, 50 할레르 동전은 2008년 8월 31일을 기해 발행이 중단되었다. 현재 통용되고 있는 동전은 1, 2, 5, 10, 20, 50 코루나짜리 동전이다.(20 코루나는 동전으로 많이 사용되는 반면 50 코루나은 지폐가 더 일반적으로 사용된다.) 모든 동전에는 체코의 사자가 앞면에 새겨져 있고, 뒷면에는 액면이 새겨져 있다.
1997년 이후 동전 수집가를 위한 좋은 품질의 프루프 동전도 발행하고 있다. 2000년에는 새천년을 기념하기 위해 10, 20 코루나 동전은 앞면 디자인을 바꿔서 주조되었다. 처음에는 함부르크에서 주조되던 체코의 동전은 이제 체코 자국 내에서 주조하고 있다. 또한 체코는 전통적으로 기념 동전을 발행하고 있다. (수집가의 부탁으로, 은화와 금화를 포함한다.)

## 지폐
최초의 체코 지폐는 1993년 체코슬로바키아의 통화로 발행되기 시작하였으며 100, 500, 1000 코루나는 한때 지나치게 많이 발행되어 인플레이션 초기 증상을 낳기도 하였다. 액면가가 더 낮은 화폐의 경우에는 체코슬로바키아의 분리독립 등과 같은 변혁기에도 별다른 문제 없이 발행량을 유지하였다.
1993년과 1994년 새로 도안한 20, 50, 100, 200, 500, 1000, 2000, 5000 코루나가 도입되었다. 여전히 쓰이고 있으며 이 중 1000, 5000 코루나 최초 주조권은 통용이 금지되고 있다. 하지만 2000 코루나만은 발행 시기에 관계없이 여전히 통용이 유효하다.

## 소비자 물가지수
| 년도 | CPI  |
| ---- | ---- |
| 1993 | 20.8 |
| 1994 | 10.0 |
| 1995 | 9.1  |
| 1996 | 8.8  |
| 1997 | 8.5  |
| 1998 | 10.7 |
| 1999 | 2.1  |
| 2000 | 3.9  |
| 2001 | 4.7  |
| 2002 | 1.8  |
| 2003 | 0.1  |
| 2004 | 2.8  |
| 2005 | 1.9  |
| 2006 | 2.5  |

## 현재 환율
- 체코의 통화 환율

## 같이 보기
- 체코슬로바키아 코루나
- 체코의 경제
- 슬로바키아 코루나